# Refrigeració per evaporació

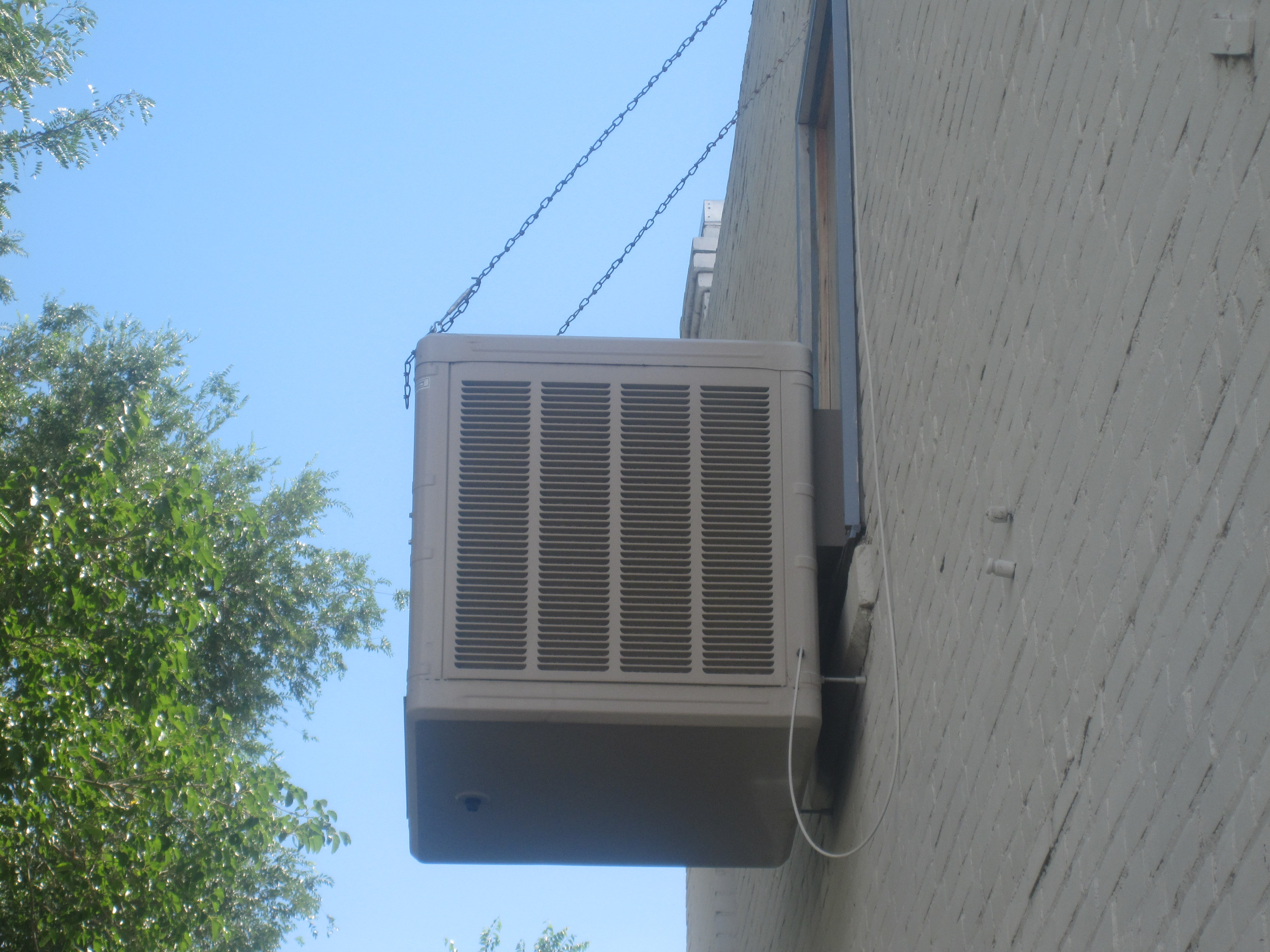
Un refrigerador per evaporació, en Rocky Ford, Colorado, utilitzat a les zones més seques de l'oest nord-americà per brindar refrigeració en forma econòmica.

Un refrigerador per evaporació (també anomenat refrigerador del desert, i refrigerador per aire humit) és un dispositiu que refreda l'aire mitjançant l'evaporació d'aigua. El refredament per evaporació és diferent dels sistemes d'aire condicionat típics que utilitzen cicles de refrigeració per compressió del vapor o absorció. El principi de funcionament del refredament per evaporació es basa en emprar la gran entalpia de vaporització de l'aigua. La temperatura de l'aire sec pot ser reduïda en forma significativa mitjançant la transició de fase d'aigua líquida a vapor d'aigua, que requereix un consum d'energia molt menor que el consum d'energia de les unitats que funcionen mitjançant refrigeració. En climes extremadament secs, a més posseeix el benefici addicional de condicionar l'aire en agregar-li humitat per a major confort dels ocupants de la casa. A diferència de la refrigeració, els dispositius que funcionen a força d'evaporació requereixen disposar d'una font d'aigua i per al seu funcionament consumeixen aigua de manera contínua.
Els air washers i les torres de refrigeració humides utilitzen els mateixos principis de funcionament que els refrigeradors per evaporació però es troben optimitzats per a propòsits diferents al de refredar aire dins d'un edifici. Per exemple, es pot dissenyar un refrigerador per evaporació per refredar serpentins i canonades d'un gran sistema d'aire condicionat amb la finalitat d'augmentar la seva eficiència.

## Usos

Esquema de funcionament d'un refrigerador evaporatiu.

La refrigeració per evaporació és especialment convenient per a climes en els quals l'aire és calent i la humitat és baixa. Als Estats Units, els estats de l'oest i muntanyencs són bones ubicacions, i per això els refrigeradors per evaporació són utilitzats en ciutats tals com Denver, Salt Lake City, Albuquerque, El Pas, Tucson, i Freixe en les quals hi ha aigua en quantitats adequades. El condicionament de l'aire mitjançant evaporació també és popular i apropiat a la zona sud d'Austràlia. En climes secs i àrids, els costos d'instal·lació i operació d'un refrigerador per evaporació poden ser molt menors que els costos d'un equip d'aire condicionat per cicles refrigeratius, sovint de l'ordre d'un 80 % menys. No obstant això, de vegades s'utilitzen en forma combinada els sistemes d'aire condicionat mitjançant refrigeració per evaporació i els sistemes mitjançant compressió de vapor per obtenir resultats òptims. Alguns refrigeradors per evaporació poden també ser utilitzats com humidificadores en la temporada freda.
A part del seu ús en zones amb climes secs, en llocs amb nivells moderats d'humitat existeixen molts usos avantatjosos des d'un punt de vista econòmic per a la refrigeració per evaporació. Per exemple, en plantes industrials, cuines comercials, safaretjos, safaretjos amb neteja a sec, hivernacles, refrigeració de llocs específics (zones de càrrega, magatzems, fàbriques, llocs de construcció, esdeveniments d'atletisme, tallers, garatges) i zones de pràctiques agropecuàries en ambients tancats (criadors d'aus, porcs i vaques lleteres) sovint s'utilitzen sistemes basats en refredament per evaporació. Finalment en climes amb humitat elevada, són molt limitats els beneficis de l'ús de la refrigeració mitjançant evaporació.